# Episodi di Omicidi a Sandhamn (sesta stagione)
La sesta stagione della serie televisiva Omicidi a Sandhamn, composta da 4 episodi, è andata in onda in Svezia dal 12 aprile 2018 al 3 maggio 2018 sul canale TV4.
In Italia la serie è stata trasmessa in prima visione su Giallo dal 10 giugno 2018 al 1º luglio 2018.
Su Amazon Prime gli episodi di questa stagione sono numerati come stagioni 6, 7, 8 e 9 composte dai singoli episodi.
| nº | Titolo originale  | Titolo italiano         | Prima TV Svezia | Prima TV Italia |
| -- | ----------------- | ----------------------- | --------------- | --------------- |
| 1  | I maktens skugga  | Il prezzo del potere    | 12 aprile 2018  | 10 giugno 2018  |
| 2  | I sanningens namn | In nome della verità    | 19 aprile 2018  | 17 giugno 2018  |
| 3  | I fel sällskap    | Cattive compagnie       | 26 aprile 2018  | 24 giugno 2018  |
| 4  | I nöd och lust    | In salute e in malattia | 3 maggio 2018   | 1º luglio 2018  |